# Jamie Richards
James Blake "Jamie" Richards (nascido em 2 de março de 1957) é um ex-ciclista neozelandês. Representou seu país, Nova Zelândia, nos Jogos Olímpicos de Verão de 1976 em Montreal, Canadá, onde competiu na prova de estrada (individual), no entanto ele não conseguiu completar a corrida.